# Lanford Wilson
Lanford Wilson (Lebanon, 13 de abril de 1937 – Wayne, 24 de março de 2011) foi um dramaturgo norte-americano, considerado um dos fundadores do movimento teatral Off-off-Broadway. Ele recebeu o Prémio Pulitzer de Teatro em 1980.